# La Cabra Mecánica
 La Cabra Mecánica est un groupe espagnol de pop rock, originaire de Madrid, formé en 1995 et séparé en 2010. En 2022, il se réunit à l'occasion de ses 25 ans d'existence.

## Histoire
Leur premier album, intitulé Cuando me suenan las tripas et produit par Cataldo Torelli pour le label DRO, est bien accueilli par la critique et le single Reina de la mantequilla est passé à la radio. En 1999, le deuxième album, intitulé Cabrón et produit par Juanjo Melero, reçoit un accueil beaucoup plus modeste, mais le groupe Celtas Cortos les appelle pour assurer la première partie de leur tournée 2000, où ils prouvent que les chansons fonctionnent en live. Le troisième album de La Cabra Mecánica sorti en 2001, intitulé Vestidos de domingo et produit par Alejo Stivel, connait un succès notable, en particulier le premier single, La lista de la compra, en collaboration avec María Jiménez.
En 2003, ils sortent leur premier album live, Ni jaulas ni peceras, enregistré les 25 et 28 novembre au Teatro Jacinto Benavente dans la ville madrilène de Galapagar, qui comprend plusieurs de leurs chansons les plus connues, ainsi que quatre titres inédits, et qui bénéficie de la présence de plusieurs artistes invités, dont Ismael Serrano. En 2005, Hotel Lichis est publié, avec treize nouvelles chansons. Dès juin 2008, Lichis joue dans le docu-réalité web Parte de cero : una historia real, avec le groupe madrilène Fulanos de Tal, qui raconte, en temps réel, le processus d'autoproduction d'un album, de la première sélection de chansons à la promotion sacrifiée dans la presse, à la radio et à la télévision. Le groupe cesse ses activités vers 2010.
Le groupe se réunit en 2022 à l'occasion de ses 25 ans d'existence. En 2023, ils continuent leurs concerts jouant un peu partout en Espagne.

## Discographie
- 1997 : Cuando me suenan las tripas
- 1999 : Cabrón
- 2001 : Vestidos de domingo
- 2003 : Ni jaulas ni peceras
- 2005 : Hotel Lichis
- 2009 : Carne de canción